# US Open 2023 (tennis)
De 143e editie van het US Open tennistoernooi werd gespeeld van 28 augustus tot en met 10 september 2023. Voor de vrouwen was dit de 137e editie van het Amerikaanse hardcourttoernooi. Het toernooi vond plaats in het USTA Billie Jean King National Tennis Center in de Amerikaanse stad New York. 
Op grond van een beslissing van de gezamenlijke internationale tennisbonden speelden deelnemers uit Rusland en Wit-Rusland zonder hun nationale kenmerken.

## Toernooisamenvatting
Carlos Alcaraz uit Spanje was de titelverdediger bij het mannenenkelspel – in de halve finale werd hij uitgeschakeld door Daniil Medvedev. Het toernooi werd gewonnen door de Serviër Novak Đoković, die daarmee zijn 24e grandslamtitel won; bovendien nam hij de eerste plaats op de wereldranglijst over van de Spanjaard.
Bij de vrouwen was Iga Świątek de titelverdedigster – in de vierde ronde werd zij uitgeschakeld door Jeļena Ostapenko. De Amerikaanse Cori Gauff won haar eerste grandslamtitel. Verliezend finaliste Aryna Sabalenka nam de eerste plaats op de wereldranglijst over van de Poolse.
Het mannendubbelspel werd in 2022 gewonnen door Rajeev Ram en Joe Salisbury. Ook dit jaar slaagden zij erin om hun titel te prolongeren.
Titelverdedigsters bij het vrouwendubbelspel waren de Tsjechische Barbora Krejčíková en Kateřina Siniaková – zij kwamen niet verder dan de tweede ronde. De zege werd bevochten door Gabriela Dabrowski en Erin Routliffe, die individueel en gezamenlijk hun eerste grandslamtitel wonnen.
In het gemengd dubbelspel waren Storm Sanders en John Peers de titelverdedigers – zij strandden al in de eerste ronde. De finale werd gewonnen door Anna Danilina en Harri Heliövaara, die op dit toernooi voor het eerst samenspeelden.
De Nederlandse rolstoelvrouwen Diede de Groot en Aniek van Koot waren de dubbelspeltitelverdedigers. De Groot won in 2022 ook de titel in het enkelspel. Het dubbelspel werd dit jaar gewonnen door Yui Kamiji en Kgothatso Montjane. Het enkelspel leverde De Groot haar twintigste grandslamtitel in die discipline op, de zesde op rij op het US Open – tevens completeerde zij voor het derde achtereenvolgende jaar het grand slam.
Bij de rolstoelspelers in de categorie quad werd de dubbelspeltitel, net als het jaar ervoor, gewonnen door het Nederlandse duo Sam Schröder en Niels Vink. De dag erna won Schröder de enkelspeltitel door zijn landgenoot in de finale te kloppen.

## Toernooikalender
Bron:
| US Open            | augustus 2023 | augustus 2023 | augustus 2023 | augustus 2023 | september 2023 | september 2023 | september 2023 | september 2023 | september 2023 | september 2023 | september 2023 | september 2023 | september 2023 | september 2023 |
| US Open            | maa 28        | din 29        | woe 30        | don 31        | vrĳ 1          | zat 2          | zon 3          | maa 4          | din 5          | woe 6          | don 7          | vrĳ 8          | zat 9          | zon 10         |
| ------------------ | ------------- | ------------- | ------------- | ------------- | -------------- | -------------- | -------------- | -------------- | -------------- | -------------- | -------------- | -------------- | -------------- | -------------- |
| mannenenkelspel    | 1e ronde      | 1e ronde      | 2e ronde      | 2e ronde      | 3e ronde       | 3e ronde       | 4e ronde       | 4e ronde       | kwartfinale    | kwartfinale    |                | halve finale   |                | finale         |
| vrouwenenkelspel   | 1e ronde      | 1e ronde      | 2e ronde      | 2e ronde      | 3e ronde       | 3e ronde       | 4e ronde       | 4e ronde       | kwartfinale    | kwartfinale    | halve finale   |                | finale         |                |
| mannendubbelspel   |               |               | 1e ronde      | 1e ronde      | 2e ronde       | 2e ronde       | 3e ronde       | 3e ronde       | kwartfinale    |                | halve finale   | finale         |                |                |
| vrouwendubbelspel  |               |               | 1e ronde      | 1e ronde      | 2e ronde       | 2e ronde       | 3e ronde       | 3e ronde       | kwartfinale    | kwartfinale    |                | halve finale   |                | finale         |
| gemengd dubbelspel |               |               | 1e ronde      | 1e ronde      | 1e ronde       | 2e ronde       | 2e ronde       | kwartfinale    | kwartfinale    | halve finale   |                |                | finale         |                |

## Kwalificatietoernooi (enkelspel)
Algemene regels – Aan het hoofdtoernooi (enkelspel) doen bij de mannen en vrouwen elk 128 tennissers mee. De 104 beste mannen en 104 beste vrouwen van de wereldranglijst die zich inschrijven, worden rechtstreeks toegelaten. Acht mannen en acht vrouwen krijgen van de organisatie een wildcard. Voor de overige ingeschrevenen resteren dan nog zestien plaatsen bij de mannen en zestien plaatsen bij de vrouwen in het hoofdtoernooi – deze plaatsen worden via het kwalificatietoernooi ingevuld. Aan dit kwalificatietoernooi doen nog eens 128 mannen en 128 vrouwen mee – er worden drie kwalificatieronden gespeeld.
Het kwalificatietoernooi werd gespeeld van dinsdag 22 tot en met zaterdag 26 augustus 2023 – als gevolg van de weersomstandigheden duurde het een dag langer dan normaal.
De volgende deelnemers aan het kwalificatietoernooi wisten zich een plaats te veroveren in de hoofdtabel:

### Mannenenkelspel
1. Enzo Couacaud
2. Taro Daniel
3. Titouan Droguet
4. Hugo Gaston
5. Borna Gojo
6. Hsu Yu-hsiou
7. Felipe Meligeni Alves
8. Jakub Menšík
9. Nicolas Moreno de Alboran
10. Emilio Nava
11. Sho Shimabukuro
12. Timofej Skatov
13. Dominic Stricker
14. Zachary Svajda
15. Stefano Travaglia
16. Otto Virtanen

Lucky losers
1. Arthur Cazaux
2. James Duckworth

### Vrouwenenkelspel
1. Mirjam Björklund
2. Fiona Crawley
3. Olivia Gadecki
4. Han Na-lae
5. Elsa Jacquemot
6. Kaja Juvan
7. Eva Lys
8. Greet Minnen
9. Yuriko Miyazaki
10. Tatjana Prozorova
11. Elena Gabriela Ruse
12. Laura Siegemund
13. Sachia Vickery
14. Katie Volynets
15. Wang Yafan
16. Vera Zvonarjova

Lucky losers
1. Kimberly Birrell
2. Viktória Hrunčáková
3. Yanina Wickmayer

### Belgen in het kwalificatietoernooi
Er waren vier vrouwelijke deelnemers:
1. Marie Benoît – eerste ronde, verloor van Himeno Sakatsume
2. Magali Kempen – eerste ronde, verloor van Aliona Bolsova
3. Greet Minnen – gekwalificeerd
4. Yanina Wickmayer – derde ronde, moest wegens blessure opgeven, maar werd alsnog als lucky loser tot het hoofdtoernooi toegelaten

Vijf mannen deden mee:
1. Zizou Bergs – eerste ronde, verloor van Arthur Cazaux
2. Kimmer Coppejans – derde ronde, verloor van Titouan Droguet
3. Joris De Loore – derde ronde, verloor van Nicolas Moreno de Alboran
4. David Goffin – eerste ronde, verloor van Dennis Novak
5. Gauthier Onclin – tweede ronde, verloor van Sho Shimabukuro

### Nederlanders in het kwalificatietoernooi
Er was één vrouwelijke deelnemer:
1. Arianne Hartono – derde ronde, verloor van Elsa Jacquemot

Er deden drie mannen mee:
1. Gijs Brouwer – eerste ronde, verloor van Zdeněk Kolář
2. Jesper de Jong – tweede ronde, verloor van Liam Broady
3. Jelle Sels – eerste ronde, verloor van Liam Broady

## Belangrijkste uitslagen

### Regulier toernooi
Mannenenkelspel

Finale: Novak Djokovic (Servië) won van Daniil Medvedev () met 6-3, 7-6, 6-3
Vrouwenenkelspel

Finale: Cori Gauff (VS) won van Aryna Sabalenka () met 2-6, 6-3, 6-2
Mannendubbelspel

Finale: Rajeev Ram (VS) en Joe Salisbury (VK) wonnen van Rohan Bopanna (India) en Matthew Ebden (Australië) met 2-6, 6-3, 6-4
Vrouwendubbelspel

Finale: Gabriela Dabrowski (Canada) en Erin Routliffe (Nieuw-Zeeland) wonnen van Laura Siegemund (Duitsland) en Vera Zvonarjova () met 7-6, 6-3
Gemengd dubbelspel

Finale: Anna Danilina (Kazachstan) en Harri Heliövaara (Finland) wonnen van Jessica Pegula (VS) en Austin Krajicek (VS) met 6-3, 6-4

### Junioren
Jongensenkelspel

Finale: João Fonseca (Brazilië) won van Learner Tien (VS) met 4-6, 6-4, 6-3
Meisjesenkelspel

Finale: Katherine Hui (VS) won van Tereza Valentová (Tsjechië) met 6-4, 6-4
Jongensdubbelspel

Finale: Max Dahlin (Zweden) en Oliver Ojakaar (Estland) wonnen van Federico Bondioli (Italië) en Joel Schwärzler (Oostenrijk) met 3-6, 6-3, [11-9]
Meisjesdubbelspel

Finale: Mara Gae (Roemenië) en Anastasija Goereva () wonnen van Sara Saito (Japan) en Nanaka Sato (Japan) met 1-6, 7-5, [10-8]

### Rolstoeltennis

#### Volwassenen
Rolstoelmannenenkelspel

Finale: Alfie Hewett (VK) won van Gordon Reid (VK) met 6-4, 6-3
Rolstoelmannendubbelspel

Finale: Stéphane Houdet (Frankrijk) en Takashi Sanada (Japan) wonnen van Takuya Miki (Japan) en Tokito Oda (Japan) met 6-4, 6-4
Rolstoelvrouwenenkelspel

Finale: Diede de Groot (Nederland) won van Yui Kamiji (Japan) met 6-2, 6-2
Rolstoelvrouwendubbelspel

Finale: Yui Kamiji (Japan) en Kgothatso Montjane (Zuid-Afrika) wonnen van Diede de Groot (Nederland) en Jiske Griffioen (Nederland) door walk-over
Quad-enkelspel

Finale: Sam Schröder (Nederland) won van Niels Vink (Nederland) met 6-3, 7-5
Quad-dubbelspel

Finale: Sam Schröder (Nederland) en Niels Vink (Nederland) wonnen van Andy Lapthorne (VK) en Donald Ramphadi (Zuid-Afrika) met 6-1, 6-2

#### Junioren
Rolstoeljongensenkelspel

Finale: Dahnon Ward (VK) won van Francesco Felici (Italië) met 6-4, 6-3
Rolstoeljongensdubbelspel

Finale: Joshua Johns (VK) en Dahnon Ward (VK) wonnen van Charlie Cooper (VS) en Tomas Majetic (VS) met 6-0, 6-3
Rolstoelmeisjesenkelspel

Finale: Ksénia Chasteau (Frankrijk) won van Maylee Phelps (VS) met 6-3, 6-1
Rolstoelmeisjesdubbelspel

Finale: Ksénia Chasteau (Frankrijk) en Maylee Phelps (VS) wonnen van Sabina Czauz (VS) en Yuma Takamuro (Japan) met 7-5, 6-0